# Bretagne Classic 2019
De 83e editie van de Bretagne Classic werd verreden op 1 september 2019, over een parcours van 248,1 kilometer. De wedstrijd maakte deel uit van de UCI World Tour. De vorige editie werd gewonnen door de Belg Oliver Naesen; hij werd opgevolgd door zijn landgenoot Sep Vanmarcke.

## Mannen

### Deelnemende Ploegen
Aan deze koers nemen alle ploegen uit de UCI World Tour deel. Daarnaast nemen er zeven pro-continentale ploegen deel.
| 18 UCI World Tour-ploegen | 18 UCI World Tour-ploegen | 18 UCI World Tour-ploegen | 7 wildcards              |
| ------------------------- | ------------------------- | ------------------------- | ------------------------ |
| AG2R La Mondiale          | EF Education First        | Team INEOS                | Total Direct Energie     |
| Astana Pro Team           | Groupama-FDJ              | Team Jumbo-Visma          | Vital Concept-B&B Hotels |
| Bahrain-Merida            | Lotto Soudal              | Team Katjoesja Alpecin    | Arkéa-Samsic             |
| BORA-hansgrohe            | Movistar Team             | Team Sunweb               | Cofidis                  |
| CCC Team                  | Mitchelton-Scott          | Trek-Segafredo            | Wanty-Gobert             |
| Deceuninck–Quick-Step     | Team Dimension Data       | UAE Team Emirates         | Delko Marseille Provence |
|                           |                           |                           | Israel Cycling Academy   |
|                           |                           |                           |                          |

### Uitslag
| Bretagne Classic 2019 |                       |                       |          |
| Plaats                | Naam                  | Ploeg                 | tijd     |
| Winnaar               | Sep Vanmarcke         | EF Education First    | 6u12'23" |
| 2                     | Tiesj Benoot          | Lotto Soudal          | + 3"     |
| 3                     | Jack Haig             | Mitchelton-Scott      | z.t.     |
| 4                     | Michael Valgren       | Team Dimension Data   | + 20"    |
| 5                     | Amund Grøndahl Jansen | Team Jumbo-Visma      | z.t.     |
| 6                     | Greg Van Avermaet     | CCC Team              | z.t.     |
| 7                     | Benoît Cosnefroy      | AG2R La Mondiale      | z.t.     |
| 8                     | Tim Wellens           | Lotto Soudal          | + 22"    |
| 9                     | Florian Sénéchal      | Deceuninck–Quick-Step | + 28"    |
| 10                    | Eduard Prades         | Movistar Team         | z.t.     |
|                       |                       |                       |          |
| 15                    | Pascal Eenkhoorn      | Team Jumbo-Visma      | + 47"    |

Bretagne Classic: 1931 · 1932 · 1933 · 1934 · 1935 · 1936 · 1937 · 1938 · 1939 - 1944 · 1945 · 1946 · 1947 · 1948 · 1949 · 1950 · 1951 · 1952 · 1953 · 1954 · 1955 · 1956 · 1957 · 1958 · 1959 · 1960 · 1961 · 1962 · 1963 · 1964 · 1965 · 1966 · 1967 · 1968 · 1969 · 1970 · 1971 · 1972 · 1973 · 1974 · 1975 · 1976 · 1977 · 1978 · 1979 · 1980 · 1981 · 1982 · 1983 · 1984 · 1985 · 1986 · 1987 · 1988 · 1989 · 1990 · 1991 · 1992 · 1993 · 1994 · 1995 · 1996 · 1997 · 1998 · 1999 · 2000 · 2001 · 2002 · 2003 · 2004 · 2005 · 2006 · 2007 · 2008 · 2009 · 2010 · 2011 · 2012 · 2013 · 2014 · 2015 · 2016 · 2017 · 2018 · 2019 · 2020 · 2021 · 2022 · 2023 · 2024
Classic Lorient Agglomération: 1999 · 2000 · 2001 · 2002 · 2003 · 2004 · 2005 · 2006 · 2007 · 2008 · 2009 · 2010 · 2011 · 2012 · 2013 · 2014 · 2015 · 2016 · 2017 · 2018 · 2019 · 2020 · 2021 · 2022 · 2023 · 2024
Tour Down Under ·
Great Ocean Road Race ·
Ronde van de Verenigde Arabische Emiraten ·
Omloop Het Nieuwsblad ·
Strade Bianche ·
Parijs-Nice · 
Tirreno-Adriatico · 
Milaan-San Remo ·
Ronde van Catalonië ·
Driedaagse Brugge-De Panne ·
E3 BinckBank Classic ·
Gent-Wevelgem ·
Dwars door Vlaanderen ·
Ronde van Vlaanderen ·
Ronde van het Baskenland ·
Parijs-Roubaix ·
Amstel Gold Race ·
Ronde van Turkije ·
Waalse Pijl ·
Luik-Bastenaken-Luik ·
Ronde van Romandië ·
Eschborn-Frankfurt ·
Ronde van Italië ·
Ronde van Californië ·
Critérium du Dauphiné ·
Ronde van Zwitserland ·
Ronde van Frankrijk ·
Clásica San Sebastián ·
Ronde van Polen ·
RideLondon Classic ·
BinckBank Tour ·
Ronde van Spanje ·
EuroEyes Cyclassics ·
Bretagne Classic ·
GP van Quebec ·
GP van Montreal ·
Ronde van Lombardije ·
Ronde van Guangxi